# 스타워즈 (영화)
《스타워즈》(영어: Star Wars), 재개봉 제목 《스타워즈 에피소드 4: 새로운 희망》(영어: Star Wars Episode IV: A New Hope)은 1977년 미국에서 제작한 SF 에픽 스페이스 오페라 영화이다. 조지 루카스가 감독과 각본을 맡았다. 《스타 워즈》 오리지널 삼부작 중 가장 처음 만들었던 작품이며, 시나리오 상으로는 4번째 에피소드에 해당한다. 마크 해밀, 해리슨 포드, 캐리 피셔, 피터 커싱, 앨릭 기니스, 데이비드 프로스, 제임스 얼 존스, 앤서니 대니얼스, 케니 베이커, 피터 메이휴 등이 출연하였다.
1977년 개봉 당시에는 제목이 《스타 워즈》였으나, 이후 프리퀄 세 편 제작 기획 과정에서 20주년 기념으로 재개봉하며 《스타 워즈 에피소드 4: 새로운 희망》라는 부제를 붙여 개봉하였고 기존의 오리지널 3부작과 함께 총 6부작으로 재편했다.

## 줄거리

반란군 연합 상징표.

아주 먼 옛날 은하계의 평화는 은하 공화국에서 팰퍼틴 황제의 은하 제국으로 체제가 바뀌어 무너지고, 은하계 곳곳에서 독재의 탄압에 저항하는 세력들이 나타난다. 은하계 내 한 나라의 공주이자 반란군을 이끄는 레이아 오르가나는 중요한 비밀 정보를 가지고 탈출을 시도하나 곧 실패하여 타투인 행성 상공에서 제국군에게 체포를 당한다. 레이아는 대신 그 정보를 전달하고 제다이 기사 오비완 케노비를 찾도록 R2-D2와 C-3PO를 타투인 행성으로 탈출시킨다. 두 드로이드는 행성의 드로이드 판매상 자와족에게 잡힌다.
타투인에서 고아로 자란 청년 루크 스카이워커는 삼촌과 함께 드로이드를 구매한다. 루크는 레이아의 드로이드를 사고 R2의 메시지에 따라 제다이 기사 오비완 케노비를 찾으려 하는데, 루크가 아는 것은 벤 케노비라는 노인 뿐이었다. 루크와 드로이드들은 터스켄 약탈자에게 죽을 위험에 처하고 벤 케노비라는 가명을 쓰던 오비완 케노비가 그들을 구한다.
케노비는 제국군과의 전투에서 살아남은 제다이 기사 중 하나로 타투인에서 은둔하고 있었다. 루크는 오비완을 통해 자신이 제다이 기사 아나킨 스카이워커의 아들임을 알게 된다. 또한 본래 제다이 기사였으나 배신한 뒤 악의 세력이 된 다스 베이더가 자신의 아버지 아나킨 스카이워커를 죽인 원수라는 사실도 알게 된다. 아버지의 라이트세이버를 받은 루크는 오비완을 스승으로 삼고 제다이 기사가 되기 위하여 훈련을 받기 시작한다.
레이아는 제국군의 슈퍼 무기 데스 스타에 갇힌다. 다스 베이더는 드로이드에게 준 데스 스타의 설계도의 위치를 말하지 않으면 레이아의 고향인 얼데란을 데스 스타로 파괴한다고 으름장을 놓지만 레이아는 말하지 않고 얼데란은 파괴된다. 이후 제국의 여러 인사가 데스 스타에서 회의를 한다.
루크의 집에 있는 그의 가족은 제국군의 습격을 받아 불타있었고, 루크의 일행은 타투인을 떠나려고 한다. 자바 더 헛이라는 범죄 집단 수장에게 빚을 진 한 솔로와 츄바카는 돈을 받고 일행을 탈출시키기로 한다.
한 솔로의 우주선 밀레니엄 팔콘 호는 데스 스타의 견인 광선에 잡힌다. 루크와 한은 탈취한 스톰트루퍼 복장을 입고 제국군으로 위장해 레이아를 구해 탈출하지만 오비완 케노비는 다스 베이더에게 죽는다.
반란군 연합의 거점인 야빈 행성의 위성 야빈 IV에 도착한 루크 일행은 환풍구에서 중심부로 연결된 약점이 있는 데스 스타의 설계도를 전한다. 하지만 그 과정에서 반란군의 위치가 탄로나고, 반란군은 탈출하거나 데스 스타를 파괴해야 하는 처지에 놓인다. 결국 반란군은 야빈 행성 상공에서 제국과 싸우기로 한다. 루크는 적색 편대의 5번으로 참전하고 한은 떠난다.
제국군과 반란군 사이에서 야빈 전투가 벌어지고 베이더는 전투기를 이끌고 루크를 방해한다. 베이더가 집요하게 추격을 해오지만 돌아온 한이 베이더를 막는다. 데스 스타가 반란군을 슈퍼 레이저로 파괴하려는 순간, 루크는 "포스를 써라, 루크"라는 오비완 케노비의 목소리를 듣고 자신의 포스와 이온 어뢰를 사용해서 데스 스타를 파괴하는데 성공한다. 야빈 IV로 돌아온 루크, 한, 츄바카는 훈장을 받는다.

## 출연진

### 루크 스카이워커
루크 스카이워커는 마크 해밀이 연기하였다. 루크 스카이워커는 그의 이모와 삼촌에 의해 자랐고 그는 그의 현재 삶보다 더 많은 꿈을 꾸고 제다이의 길을 걷는다.
루카스 감독은 젊고 경력이 짧은 배우를 원했다. 감독은 지적이고 신선함이 느껴지는 배우를 물색했다. 해밀은 대본을 읽어보면서 우주에 대한 개념 때문에 대화가 매우 어색한 점을 알게 되었다. 그는 그 부분을 고려해서 대본을 진지하게 읽었고 결국 윌리엄 캐트 대신 캐스팅 되었다.

### 한 솔로
오비완과 루크가 고용한 냉소적인 밀수업자 한 솔로는 해리슨 포드가 연기하였다. 루카스 감독은 처음에는 신선한 인물을 원했기 때문에 포드가 그 역할을 맡는 것을 거부했다. 포드는 이전에 미국 그래피티 감독과 함께 일했다. 대신에 해리슨 포드에게 다른 배우들과 대사를 읽어주고 그들이 읽고 있는 장면의 개념과 역사를 설명함으로써 오디션에 도움을 줄 것을 요청했다. 그러나 포드의 탁월한 연기 능력으로 감독은 커트 러셀, 닉 놀트, 실베스터 스탤론, 빌 머레이, 버트 알 월켄 같은 배우들 대신에 그를 선택했다.

### 레아 공주
레아 공주는 캐리 피셔가 연기하였다. 레아 공주는 상원 위원이며 반란 연합의 지도자이다. 1970년대 유명한 할리우드의 여배우들이 다른 영화의 오디션에만 관심을 가졌다. 한 예로, 조디 포스터는 이미 디즈니와 계약을 맺었고, 당시 두 편의 영화를 촬영해서 그 역할을 거절했다. 캐리 피셔는 그 역할을 위해 5kg 정도를 감량한다는 조건 하에 캐스팅되었다.

### 타킨 총독
타킨 총독은 영국 왕립 외지 지역의 주지사이자 데스스타의 사령관이며 피터 쿠싱이 연기하였다. 루카스 감독은 원래 피터 쿠싱을 오비완 케노비 역으로 생각했지만, 야윈 모습이 타킨 총독의 역할을 더 어울릴 것으로 보고 배역을 바꾸었다. 쿠싱의 연기는 감독과 관객들에게 좋은 평가를 받았다. 루카스 감독은 적어도 앞으로 쿠싱의 연기는 350년 동안은 잘 기억될 것 같다고 말했다.

### R2-D2
레아 공주에게서 데스 스타 비밀 설계도를 받아 오비완에게 전달하는 R2-D2는 케니 베이커가 연기하였다. 루카스 감독이 런던에서 촬영할 때, 코미디 뮤지컬 공연을 하던 베이커는 로봇 코스튬 안에 들어갈 작은 사람을 찾고 있다는 것을 들었다. 키가 112cm였던 베이커는 감독을 찾아가자 마자 바로 캐스팅되었다. 그는 얼굴이 보여지지 않는 영화에 출연하기를 주저했고 처음에는 여러번 그 역할을 거절했다. 때마침 TV에서 방영되기 시작한 그의 코미디 프로그램의 흥행을 기대하고 있었기 때문이었다. R2-D2 특유의 삡소리와 삐걱거리는 소리는 사운드 디자이너 벤 버트와 루카스 감독이 흉내낸 "아기 소리"를 인터콤에서 들린 것처럼 녹음하고 합성하여 만든 것이다.

### 그 외 출연진

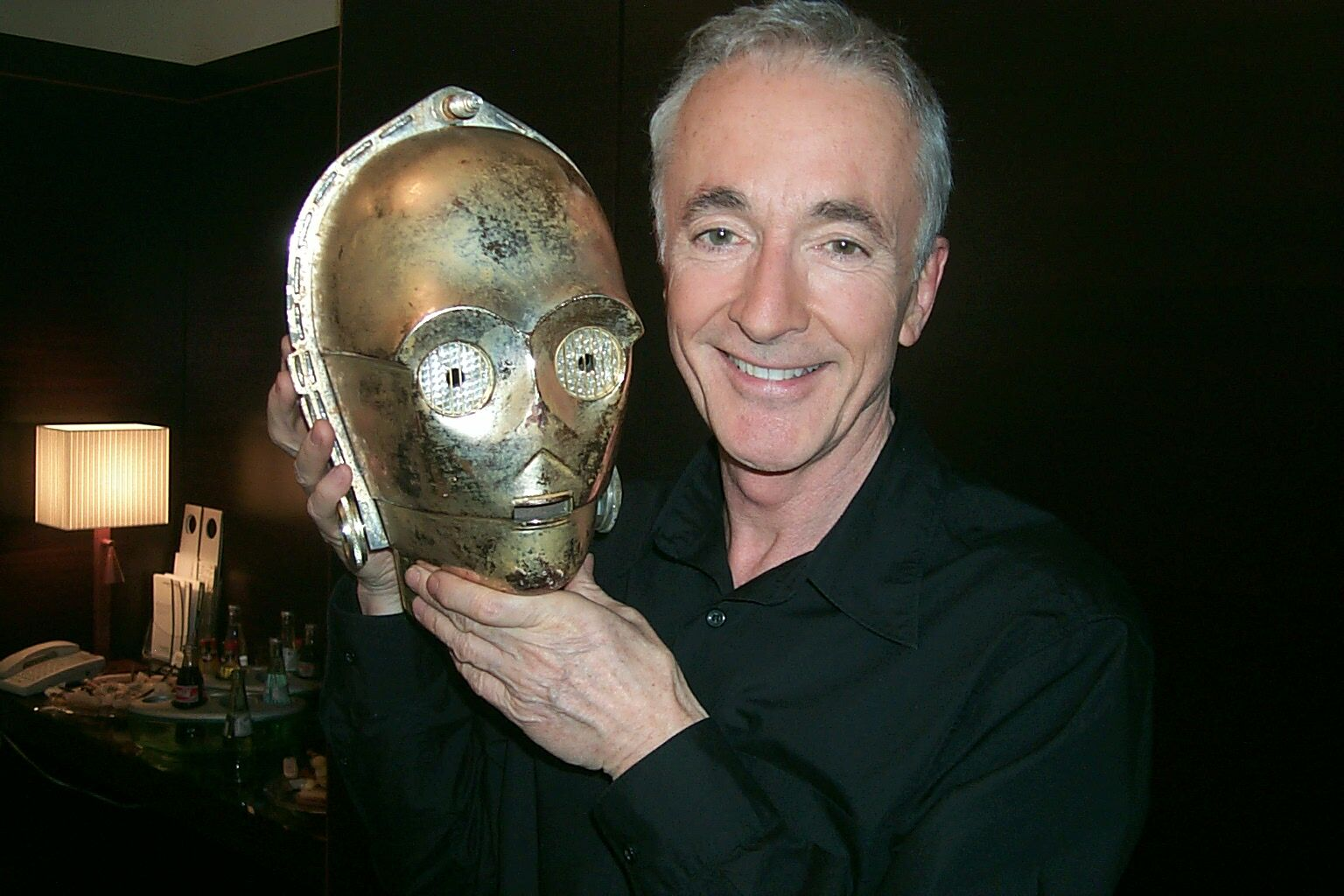
C-3PO를 연기한 앤서니 대니엘스

- 제다이 오비완 "벤" 케노비는 앨릭 기니스가 연기하였다.
- 제국의 사령관 다스 베이더 시스의 암흑 군주는 데이비드 프로스가 연기하였고 목소리는 제임스 얼 존스가 맡았다.
- C-3PO는 앤서니 대니얼스가 연기하였다.
- 한 솔로의 친구, 밀레니엄 팔콘의 조종사 츄바카는 피터 메이휴가 연기하였다.

## 한국판 성우진

### KBS 첫 더빙 (1985년 2월 20일)
- 김도현 - 해설 / 루크 스카이워커(마크 해밀)
- 엄주환 - 한 솔로(해리슨 포드)
- 장유진 - 레아 공주(캐리 피셔)
- 김병관 - 다스 베이더(제임스 얼 존스)
- 임종국 - 벤 케노비(앨릭 기니스)
- 김종성 - 타킨 총독(피터 커싱)
- 이재명 - 스리피오(앤서니 대니얼스)
- 설영범
- 이윤선
- 장정진
- 문영래
- 김정경
- 김환진
- 탁원제

### MBC (2003년 7월 19일)
- 표영재 - 루크 스카이워커(마크 해밀)
- 양지운 - 한 솔로(해리슨 포드)
- 박영희 - 레아 공주(캐리 피셔)
- 박지훈 - 다스 베이더(제임스 얼 존스)
- 김용식 - 해설 / 오비완 케노비(앨릭 기니스)
- 김태훈 - 타킨 총독(피터 커싱)
- 김호성 - 스리피오(앤서니 대니얼스)
- 이종오 - 루크의 큰아버지(필 브라운)
- 정희선 - 루크의 큰어머니(셸라 프레이저)
- 최한 - 모티 제독(리처드 르파멘티어)
- 변종필 - 술집 주인(테드 버넷)
- 이철용 - 타게 장군(돈 헨더슨) / 지휘관 대장(드류 헨리)
- 김용준 - 빅스(게릭 헤이건) / 술꾼(알피 커티스)
- 최석필 - 반란군(윌리엄 훗킨스)
- 방성준 - 제국군(레슬리 스코필드)
- 정재헌 - 반란군(제레미 신든)

### KBS 재더빙 (2006년 10월 5일)
- 유동균 - 루크 스카이워커(마크 해밀)
- 박기량 - 한 솔로(해리슨 포드)
- 이선 - 레아 공주(캐리 피셔)
- 이봉준 - 다스 베이더(제임스 얼 존스)
- 윤세웅 - 스리피오(앤서니 대니얼스)
- 유강진 - 오비완(앨릭 기니스)
- 이종구 - 오언(필 브라운) / 반란군(알렉스 맥크린들)
- 원호섭 - 술집 주인(테드 버넷) / 해설 / 스톰 트루퍼 / 반란군 안내 방송
- 김정미 - 루크의 숙모(셸라 프레이저)
- 김정호 - 윌허프 타킨(피터 커싱)
- 이윤선 - 타게 장군(돈 헨더슨) / 반란군 사령관(에디 번) / 스톰 트루퍼
- 강구한 - 모티 제독(리처드 르파멘티어)
- 류다무현 - 제국군(조지 로비섹) / 빅스(게릭 헤이건) / 술꾼(알피 커티스)
- 임진응 - 반란군(피터 게디스) / 스톰 트루퍼
- 임채헌 - 반란군(드류 헨리) / 제국군(크리스토퍼 먼케) / 스톰 트루퍼
- 고재균 - 반란군(윌리엄 훗킨스)

## 수상 내역
| 연도 | 주최국 | 주관           | 수상 부문                                           | 주석  |
| ---- | ------ | -------------- | --------------------------------------------------- | ----- |
| 1978 | 미국   | 아카데미 상    | 편집상, 미술상, 의상상, 시각 효과상, 음향상, 음악상 | [ 1 ] |
| 1978 | 미국   | 골든 글로브 상 | 음악상                                              | [ 2 ] |

## 최고의 영화 선정 리스트
| 연도 | 주최국 | 주관                                     | 선정 내용                            | 순위      | 주석                        |
| ---- | ------ | ---------------------------------------- | ------------------------------------ | --------- | --------------------------- |
| 2008 | 영국   | 《엠파이어》                             | 역대 가장 위대한 영화 500선          | 22위      | [ 3 ]                       |
| 2008 | 미국   | 미국 영화 연구소 (AFI)                   | 역대 가장 위대한 SF 영화 10선        | 2위       | [ 4 ]                       |
| 2007 | 미국   | 미국 영화 연구소 (AFI) 재선정            | 역대 위대한 미국 영화 100선          | 13위      | [ 5 ] [ 6 ] [ 7 ]           |
| 2006 | 영국   | 《토탈 필름》 독자                       | 역대 가장 위대한 영화 100선          | 위        | [ 8 ]                       |
| 2005 | 영국   | 《토탈 필름》 편집위원                   | 역대 가장 위대한 영화 100선          | 33위      | [ 9 ]                       |
| 2005 | 미국   | 《타임》 평론가                          | 역대 최고의 영화 100선               | 순위 없음 | [ 10 ] [ 11 ]               |
| 2005 | 미국   | 《시카고 썬-타임스》 평론가, 로저 이버트 | 역대 위대한 영화 100선               | 순위 없음 | [ 12 ] [ 13 ] [ 14 ] [ 15 ] |
| 2004 | 영국   | 《가디언》 과학자                        | 최고의 SF 영화 10선                  | 3위       | [ 16 ] [ 17 ] [ 18 ] [ 19 ] |
| 2003 | 영국   | 《죽기 전에 꼭 봐야 할 영화 1001편》     | 《죽기 전에 꼭 봐야 할 영화 1001편》 | 순위 없음 | [ 20 ]                      |
| 2002 | 미국   | 온라인 비평가 협회                       | 지난 100년 동안 최고의 SF 영화 100선 | 3위       | [ 21 ]                      |
| 1998 | 미국   | 미국 영화 연구소 (AFI)                   | 역대 위대한 미국 영화 100선          | 15위      | [ 22 ]                      |
| 1978 | 일본   | 《키네마 준보》                          | 올해의 외국 영화 10선                | 9위       |                             |

## 같이 보기
- 스타 워즈 배역 목록
- 스타 워즈 캐릭터
- 제다이
- 광검